# Пассакалья о жизни
Пассакалья о жизни (смерти), «Человек исчезает как тень» (итал. Passacaglia della vita или лат. «Homo fugit velut umbra») — одно из самых известных вокальных произведений XVII века. Обычно приписывается, хотя и без достаточных на то оснований, итальянскому композитору Стефано Ланди.

## Проблема авторства
Стефано Ланди вошел в историю как сочинитель первой оперы на исторический сюжет «Святой Алексей» (1632), автор светских и духовных произведений. Ему обычно атрибутируют Passacaglia della vita. Возможно, мелодия песни принадлежит неизвестному композитору, а Ланди только переработал и аранжировал её. Однако достаточных оснований даже для такого утверждения тоже не существует.
Произведение было чрезвычайно популярно в XVII веке, входит в репертуар известных ансамблей старинной музыки и вокалистов. Среди наиболее известных исполнителей: Марко Бисли, ансамбль «I’Arpeggiata», Анджело Брандуарди, ансамбль «Scintille di Musica», Фабио Анти, «Lа Vaga Harmonia», «Solomon’s Knot», «Dialogus de Musica Ensemble».

## Тема и текст произведения
Эта ария является адаптацией популярной в своё время темы, развивающей идеи Тридентского собора. Passacaglia della vita состоит из коротких строф, объединённых рефреном, в котором проводится тема быстротечности жизни и неминуемой смерти. Эта тема является развитием идеи Memento Mori, популярной в Древнем Риме. По свидетельству Тертуллиана там существовал обычай, по которому сопровождающий победоносного военачальника во время триумфального шествия ликтор шептал ему на ухо, что он смертный человек («Respice post te! Hominem te memento!»).
Другим прямым источником вдохновения и художественных образов автора текста песни является Ветхий Завет. Подобные мотивы пронизывают Псалтирь: «Человек — что дуновение ветра, дни его исчезают, как тень». Они встречаются в Книге Иова 14. 1-2:

«1. Человек, рожденный женою, краткодневен и пресыщен печалями:
2. как цветок, он выходит и опадает; убегает, как тень, и не останавливается».
— Иов 14:1,2
По другой версии тема песни является отголоском средневековых плясок смерти, «danse macabre», вызывающая в воображении слушателя образы скелетов, танцующих на улицах средневековых городов. Ещё одна версия связывает её с наследием творчества вагантов. Эта же фраза стала девизом некоторых монашеских орденов, в частности камальдулов и капуцинов, у которых он заменяет приветствие. Слова «Homo fugit velut umbra» высечены у входа Ermita del Cristo de los Doctrinos в Испании, относящейся к раннему барокко.

## Музыкальная форма
Форма песни определяется разными искусствоведами как чакона или пассакалья.
Основой песни является basso ostinato, повторяющаяся в нижнем голосе мелодико-ритмическая фигура, на фоне которой обновляются верхние голоса. В простой строфической мелодии с легко запоминающимся танцевальным ритмом выступает текстовое содержимое. Рефреном песни является фраза: «Каждый должен умереть» («Вisogna morire»).

## Интересные факты
- Композиция стала идейным центром и дала название альбому ансамбля старинной музыки I’Arpeggiata: Landi (circa 1586—1639). Homo fugit velut umbra… Johannette Zomer, soprano. Stephan Van Dyck, tenore. Alain Buet, basso. L’Arpeggiata. Christina Pluhar, dir. Alpha. 020. 1 CD. 54’56[8].
- Широкую известность получила песня «Passacaglia» (слова Манлио Згаламбро) из альбома 2012 года «Apriti Sesamo» — аллюзия на сочинение Ланди современного композитора и певца Франко Баттиато[9], в ней использованы мотивы музыки Ланди и текста неизвестного автора в современной обработке[10].